# L'uomo meccanico, con Paperino
L'uomo meccanico, con Paperino (Modern Inventions) è un film del 1937 diretto da Jack King. È un cortometraggio animato della serie Donald Duck, prodotto dalla Walt Disney Productions e uscito negli Stati Uniti il 29 maggio 1937, distribuito dalla United Artists. Fu il primo film progetto del regista Jack King presso lo studio Disney.
Il cortometraggio doveva includere anche Topolino e in fase di produzione si chiamava Mickey's Inventions.
L'uomo meccanico, con Paperino è un esempio di retro-futurismo e prende in giro le comodità moderne. La scena di Paperino sulla poltrona da barbiere venne presentata da Carl Barks come il suo primo contributo di sceneggiatura alla Disney.
Il cortometraggio è stato distribuito anche come Uomo meccanico, con Paperino e a partire dagli anni novanta è più noto come Invenzioni moderne e trasmesso in TV come Paperino e le invenzioni moderne. Nell'aprile 1998 fu inserito nel film di montaggio direct-to-video I capolavori di Paperino.

## Trama
Paperino va a visitare il "Museo delle Meraviglie Moderne", dove per entrare bisogna inserire una moneta in una fessura. Il papero però si è portato una moneta legata a un filo, che lui inserisce per poi riprenderselo. Nel museo incontra un maggiordomo robot che dapprima gli da il benvenuto, poi gli porta via il cappello. Dopo essersi messo un cilindro, Paperino continua a visitare il museo e si imbatte in una scatola con scritto "Aiuto per autostoppisti". Mentre finge di guidare, dalla scatola fuoriesce un omino robotico che gli fa l'autostop. Il papero si mette a ridere, ma l'androide si arrabbia e lo colpisce negli occhi, poi il maggiordomo robot arriva sul posto e gli porta via il cilindro. Dopo essersi messo un bicorno, Paperino, mettendo da parte il cartello con scritto "Giù le mani, non toccare", accende una macchina impacchettatrice, finendo impacchettato. Liberatosi dal pacchetto, viene raggiunto dal maggiordomo robot, che gli toglie il bicorno. Così il papero tira fuori un berretto della Union Army, ma quando lo indossa il maggiordomo robot lo scopre e comincia a inseguirlo, a quel punto si "rifugia" in una culla. Dopo aver trasformato il berretto in una cuffia per neonati, Paperino scopre che la carrozzina è in realtà una tata robot, la quale poco dopo comincia a fargli male. Il papero fugge, venendo poi raggiunto dal maggiordomo che gli porta via la cuffia. Dopo essersi messo una bombetta, Paperino vede una poltrona da barbiere meccanica, le cui prestazioni vengono offerte inserendo una moneta in una fessura. Il papero fa la stessa cosa che ha fatto per entrare nel museo, ma la poltrona lo butta per sbaglio a testa in giù, così si mette a tagliare i peli sulla coda e a lucidare come una scarpa la faccia di Paperino. Il maggiordomo robot porta via la bombetta al papero, il quale si mette a gridare furente.

## Distribuzione

### Edizione italiana
Attualmente circolano due doppiaggi italiani del film. Il primo fu eseguito nel 1997 e si trova nel film di montaggio direct-to-video I capolavori di Paperino e in DVD. Il secondo è stato invece eseguito negli anni 2000 per la televisione. In entrambi Paperino è doppiato da Luca Eliani.

### Edizioni home video

#### DVD
Il cortometraggio è incluso nei DVD Walt Disney Treasures: Semplicemente Paperino - Vol. 1 e Le Fiabe Disney Vol. 3 - Paperino nel mondo di Matemagica + Il mio amico Ben.